# Krzysztof Supowicz
Krzysztof Supowicz (ur. 13 lutego 1984 w Warszawie) – polski kajakarz górski, olimpijczyk z Aten 2004.
Dwukrotny mistrz świata juniorów w konkurencji C-1 x 3 slalom drużynowy w latach 2000, 2002.

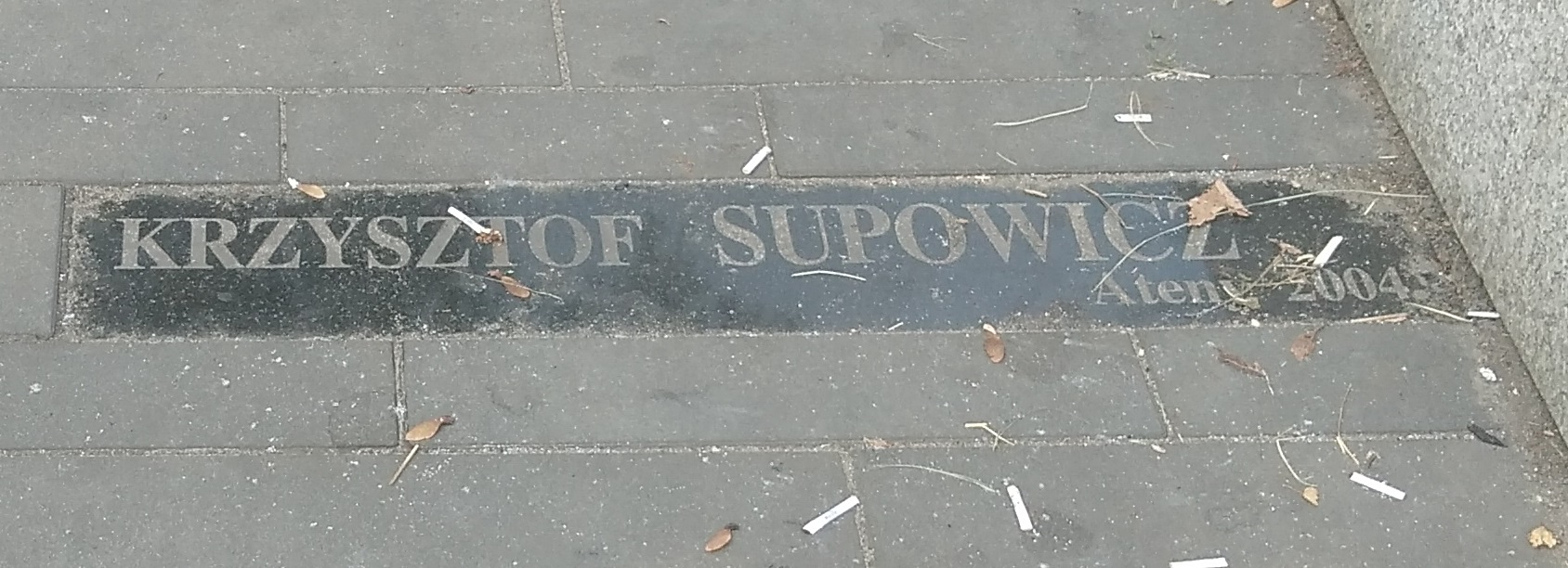
Tablica Krzysztofa Supowicza w Drzewicy.

Medalista mistrzostw Europy do lat 23:
- złoty w konkurencji C-1 x 3 slalom drużynowo w latach 2005-2006
- srebrny w konkurencji c-1 x 3 slalom drużynowo w roku 2004
- brązowy w konkurencji C-1 slalom w roku 2004

Medalista mistrzostw Polski:
- złoty
  - w konkurencji C-2 slalom w roku 2005[2]
  - w konkurencji C-1 x 3 slalom drużynowo w roku 2006[3]
- srebrny
  - w konkurencji C-1 slalom indywidualnie w roku 2005[2]

Na igrzyskach olimpijskich w 2004 roku zajął 13. miejsce w konkurencji C-1 slalom indywidualnie.
W 2018 r. tablica upamiętniająca osiągnięcia Krzysztofa Supowicza została wmurowana przy Skwerze im. Drzewickich Olimpijczyków w Drzewicy.